# NGC 921
NGC 921 è una galassia a spirale situata nella costellazione della Balena, a una distanza di circa 321 milioni di anni luce dalla nostra Via Lattea.

## Scoperta
La galassia è stata scoperta il 6 gennaio 1886 dall'astronomo statunitense Ormond Stone.

## Descrizione
NGC 921 ha una classe di luminosità III e presenta una larga riga a 21 cm dell'idrogeno neutro.
Data la sua luminosità superficiale pari a 14,11, NGC 921 può essere classificata come una galassia a bassa luminosità superficiale (nella letteratura in lingua inglese abbreviata in LSB, acronimo di Low Surface Brightness). Le galassie LSB sono galassie di tipo diffuso (D) con una luminosità superficiale inferiore di almeno una magnitudine a quella del cielo notturno circostante.

## Supernova
Il 10 gennaio 2007, all'interno di NGC 921 è stata scoperta la supernova SN 2007E da N. Joubert e W. Li nel corso del programma LOSS (Lick Observatory Supernova Search) dell'Osservatorio Lick. La supernova è stata classificata di tipo Ia.